# Lucy Maud Montgomery
Lucy Maud Montgomery (L. M. Montgomery) (født 30. november 1874, død 24. april 1942) var en canadisk forfatterinde af blandt andre bøgerne om Anne fra Grønnebakken.
Lucy Maud Montgomery blev født i New London i Canada. Hun mistede sin mor i en tidlig alder og blev opdraget af sine bedsteforældre. Lucy Maud begyndte tidligt at skrive dagbog. Da hun var 10 år, opdagede hun, at hun kunne skrive poesi. Hun gik på Dalhousie University i Halifax 1895-96 og studerede engelsk litteratur. Efter universitetet arbejdede hun som lærer og fortsatte med skriveriet. I 1908 udkom hendes første (og nok bedst kendte) roman: Anne fra Grønnebakken (Anne of Green Gables), der blev afvist flere gange. Bogen blev en succes, og flere bøger om Anne fulgte. Senere kom også andre bøger. Blandt andet en ny serie, der startede med: Emily på Månegården (Emly of New Moon). Bøgerne om Anne og Emily er delvis selvbiografiske og indeholder flere af hende minder fra Prince Edward Island, Canada i 1880'erne og 1890'erne. Hendes bøger er oversat til flere end 40 sprog. Anne-bøgerne er kendt over hele verden, og alle hendes bøger er specielt populære i Japan.
Hun var gift med Ewan McDonald fra 5. juli 1911 til sin død. Lucy Maud fødte tre sønner: Chester (1912), Hugh Alexander (1914) – som døde under fødslen – og Stuart (1915).

## Udgivelser
Montgomery har skrevet mange bøger, men til 2018 har de eneste oversættelser på det danske marked været hendes børnebøger.

### Anne fra Grønnebakken
- Anne fra Grønnebakken[1]

- Anne bliver lærer (Anne of Avonlea udgivet på originalsproget i 1909) Oversat til dansk 1989 af Gitte Nordbo.
- Drømmen går i opfyldelse (Anne of the Island udgivet på originalsproget i 1915) Oversat til dansk 1990 af Gitte Nordbo.
- Anne på egen ben (Anne of Windy Poplars* udgivet på originalsproget i 1936 [bogen passer i Annes kronologiske alder]) Oversat til dansk 1990 af Gitte Nordbo.
- Anne i drømmehuset (Anne's House of Dreams udgivet på originalsproget i 1917) Oversat til dansk 1990 af Gitte Nordbo.
- Anne som mor (Anne of Ingleside udgivet på originalsproget i 1918) Oversat til dansk 1990 af Gitte Nordbo.
- Anne - Regnbuedalen (Rainbow Valley udgivet på originalsproget i 1919) Oversat til dansk 1992 af Gitte Nordbo.
- Anne - Børnene flyver fra reden (Rilla of Ingleside udgivet på originalsproget i 1921) Oversat til dansk 1990 af Gitte Nordbo.

### Emily på Månegården
- Emily på Månegården[2]
- Emily går sine egne veje (Emily Climbs udgivet på originalsproget i 1925) L&R Oversat til dansk af 2015 af Ida Elisabeth Hammerich.
- Emily vinder lykken (Emily's Quest udgivet på originalsproget i 1927) L&R Oversat til dansk 2015 af Ida Elisabeth Hammerich.

### Voksenbog/ YA
- Ya er ikke er en del af en serie. Udgivet af Pilgaard Publishing

- Det Blå Slot[3]
- Bogen Anne på egne ben er oversat efter Anne of Windy Poplar. Men Montgomery udgav Anne of Windy Willows på engelsk og australsk med flere længere afsnit i den engelske og australske udgivelse, som ikke er med i den udgave den danske bog er oversat efter. [4]